# Équipe de Monaco de football
Ne doit pas être confondu avec Association sportive de Monaco Football Club.
Maillots
L'équipe de Monaco de football est une sélection des meilleurs joueurs monégasques sous l'égide de la Monaco Football Association. L'équipe de Monaco de football n'est membre ni de la FIFA ni de l'UEFA, donc elle ne peut pas participer à la coupe du monde ni au championnat d'Europe. Elle fut membre de la NF-Board de 2003 à 2010, elle rejoint la ConIFA de 2013 à 2016.

## Historique
La sélection est officiellement créée en avril 2000, au travers de la « Monaco Football Association » (MFA), association légale soumise à déclaration, légalement constituée, dont l’objet et les statuts ont été acceptés par le Gouvernement Princier avec récépissé de déclaration en date du 27 avril 2000, parution au Journal de Monaco du 19 mai 2000.
La sélection nationale joue son premier match international en 2001 contre le Tibet, à Fribourg-en-Brisgau, dans le cadre de la création de la sélection tibétaine,.
En 2003, sous la présidence de Christophe Michelis, la Monaco Football Association est membre fondatrice du NF-Board. Michelis entouré notamment de Jean-Luc Kit et Luc Mission, veulent ainsi créer une fédération internationale capable d'accueillir toute association de football se réclamant « nationale » non-membre de la Fédération internationale de football association,.
En 2006, elle participe à la première édition de la Viva World Cup (organisé par le NF-Board) dont elle atteint la finale.
En 2009, le gouvernement du prince Albert II interdit à la sélection de prendre part à la troisième édition de cette compétition, en raison de son organisation par l'équipe de Padanie, dont les membres sont proches de la Ligue du Nord, parti politique italien que désapprouve le prince.
En 2010, la MFA quitte le NF-Board. Le capitaine de la sélection d'alors, Yohan Garino, explique : « Pour des raisons politiques, nous ne sommes pas autorisés par notre gouvernement à jouer contre certaines équipes. Nous avions aussi quelques problèmes avec le NF-Board qui a utilisé des photos de la Monaco Football Association et le prince Albert comme publicité pour leurs nombreux matchs sans autorisation. Nous avons été particulièrement déçus par ce dernier point qui nous dessert beaucoup. ».

## Composition de l'équipe de Monaco

### Joueurs
Le critère de sélection des joueurs est d'être « monégasque, conjoint de monégasque, enfant de monégasque ou père de monégasque », ce qui, pour le sélectionneur Thierry Petit est « un vivier un peu limité, même s'il y a tout de même de la qualité ». L'équipe est majoritairement composée de fonctionnaires et d'employés de la Société des bains de mer de Monaco, plus gros employeur monégasque, les travailleurs du secteur privé étant très minoritaires,.
Thierry Petit compte en 2015 sur « un vivier de 45 joueurs », qui s'élevait par le passé « jusqu'à 60 [...] mais beaucoup [de joueurs] arrêtent pour leur vie de famille ». En outre, un nombre important de joueurs « travaillent au casino, donc les heures de nuit les empêchent de se lever pour les entraînements ou les matches ». « Mais on peut compter sur 25 joueurs d'un niveau assez homogène », résume-t-il,.

### Sélectionneurs et équipe technique
Depuis 2005, le français Thierry Petit, le fils de Jean Petit qui est entraîneur adjoint de l'AS Monaco, bien que ne possédant pas le passeport monégasque est sélectionneur de l'équipe de Monaco. Il est entouré de Jean-Charles Arrigo et Yohan Garino.

## Structures

### Infrastructures

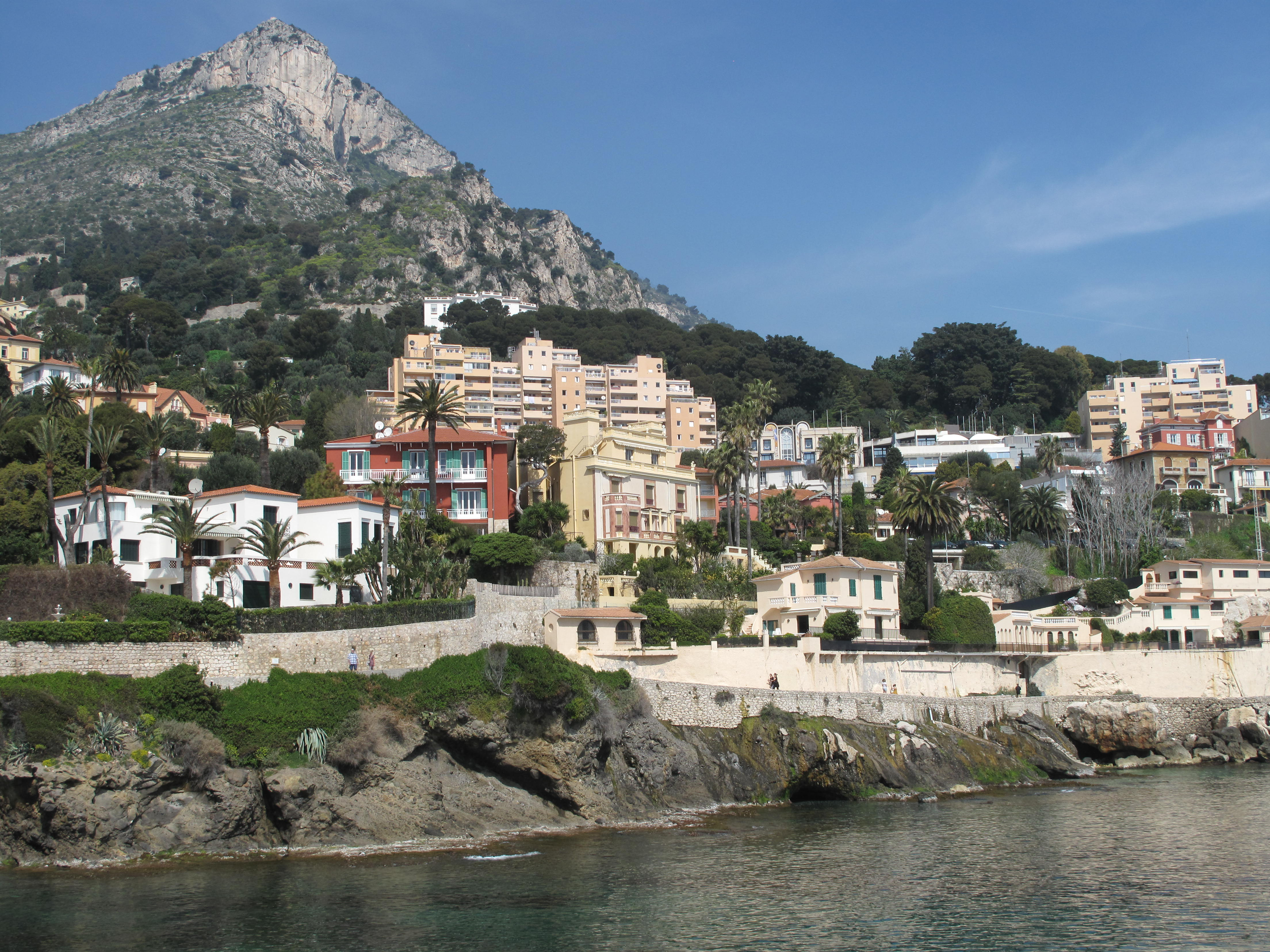
La sélection nationale joue le plus souvent à domicile à Cap-d'Ail (photo).

L'équipe joue la plupart de ses matchs à domicile au Cap d'Ail. Les entraînements et les matchs peuvent aussi avoir lieu aux Moneghetti.

### Organisation de la Monaco Football Association

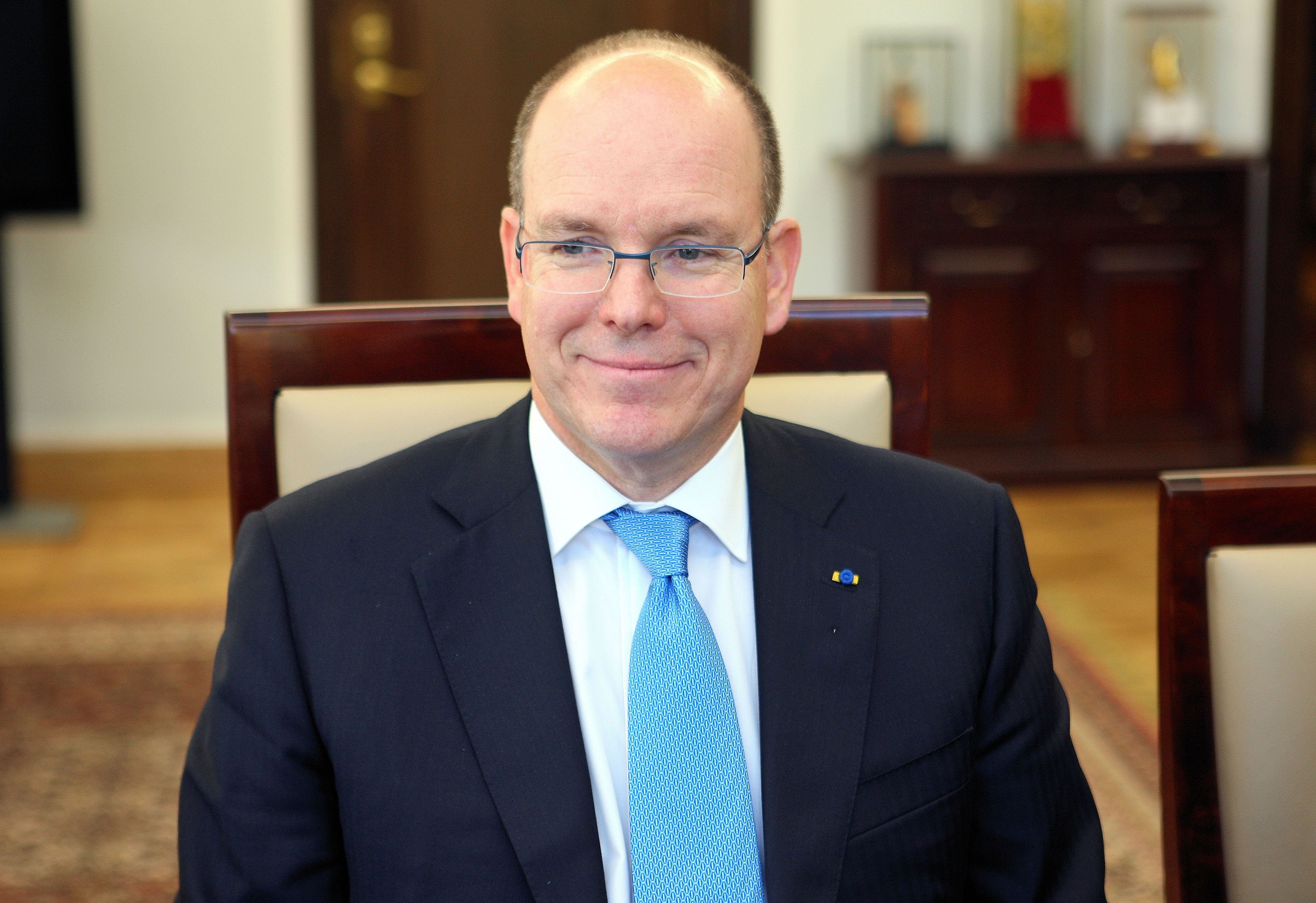
Albert II (ici en 2012) est le président d'honneur de la MFA.

La Monaco Football Association est dirigée depuis 2014 par Éric Fissore, cofondateur, joueur et capitaine, surnommé le Monument. À propos de son élection à la tête d'un nouveau bureau directeur, il déclare : « tout le monde m'a poussé pour être le président, au début, je ne voulais pas parce que je continue à jouer, mais tout le monde m'a demandé de prendre le poste ».
Le bureau directeur est composé de quatre personnes, à savoir un président, un vice-président, Fabrice Di Franco, un secrétaire général, Olivier El Missouri, et un trésorier (Anthony Minioni).
Un autre homme important de l'association est Laurent Revollon, l'intendant du club, surnommé l'Intendant.
Le prince Albert II est président d'honneur de l'association et selon les mots de Fissore en 2015, « il suit la sélection et a même un maillot dans son bureau ».

## Matchs

### Résultats marquants et adversaires fréquents
L'association n'est pas membre de la FIFA, elle ne peut donc pas participer à la coupe du monde de football. Elle joue contre des sélections de football non affiliées à la FIFA, ou des clubs. La sélection nationale participe ainsi aux compétitions internationales non reconnues par la FIFA, telles la Viva World Cup ou la ConIFA World Football Cup.
En ce qui concerne les matchs internationaux disputés par la sélection nationale, ils ont lieu généralement une fois par trimestre, et le président de l'association Éric Fissore estime « le ratio déplacement-réception à cinquante-cinquante »,.
La sélection a ainsi eu l'occasion de jouer contre des équipes diverses comme : la Provence, la Tchétchénie, le Kosovo ou encore l'île de Man, et parfois d'un niveau un peu plus relevé à l'image de Gibraltar en 2002. À propos de ce match, Fissore déclare « Ils pensaient arriver chez nous en nous explosant. On a fait 2-2. Notre match référence du début des années 2000, c'était celui-là »,.

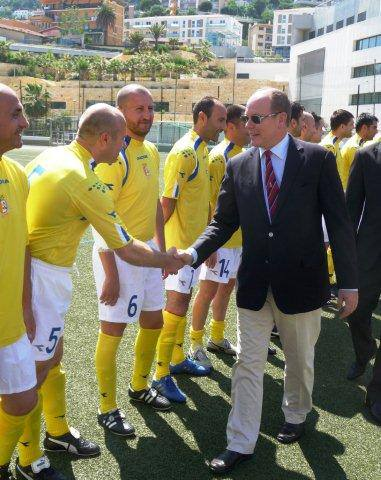
Le prince Albert II salue les joueurs de la sélection vaticane lors d'un match Monaco-Vatican en 2013.

L'autre résultat marquant de la sélection est son parcours en Viva World Cup 2006 dont elle atteint la finale. Elle perd cependant le match très largement contre la Laponie sur le score de 21-1. Éric Fissore analyse cette déconvenue en déclarant : « On avait des blessés, on jouait tous les deux jours, les organismes étaient fatigués et puis l'équipe d'en face était bien supérieure », puisque composée de quelques joueurs professionnels,.
Mais de manière générale, les équipes qu'elles affrontent le plus régulièrement sont : le Vatican, l'Occitanie et la Corse. Les déplacements au Vatican sont, pour Thierry Petit, les plus marquants, les « symboliques », ceux qui revêtent « le caractère le plus officiel »,.
En outre, l'équipe de Monaco rencontre également des clubs, notamment ceux de la région, à l'image du club de Callas dans le département du Var, avec lesquels elle « a créé des liens particuliers », mais aussi des sélections comme les Uruguayens de Piacenza ou encore les Urugayens de Madrid,.
Selon Éric Fissore, « les demandes de matches passent souvent par Thierry Petit ou par Laurent Revollon, l'intendant. Mais il s'occupe aussi de démarcher les autres équipes, et certains de nos joueurs le font également ». Il précise aussi que si des matchs entre la sélection nationale de Monaco et la sélection régionale corse ont eu lieu, c'est parce que « [sa] femme est corse » et qu'il s'est donc chargé de l'organisation, tout comme l'organisation de matchs contre les communautés uruguayennes de différentes villes européennes qui est du fait d'un joueur de l'équipe uruguayen d'origine.

## Rencontres

### Matches internationaux
Le tableau suivant liste les rencontres de l'Équipe de Monaco de football.
| No | Date              | Lieu                           | Monaco | Adversaire          | Score   | Compétition         | Buteur(s) pour Monaco                                  | Buteur(s) pour l'adversaire | Rapport      |
| -- | ----------------- | ------------------------------ | ------ | ------------------- | ------- | ------------------- | ------------------------------------------------------ | --- | ------------ |
| 1  | 11 juin 2000      | Victoria Stadium, Gibraltar    | Monaco | Gibraltar           | P 0-5   | A.                  |                                                        | | (Rapport)    |
| 2  | 14 juillet 2001   | Fribourg-en-Brisgau, Allemagne | Monaco | Tibet               | V 2-1   | A.                  | Damien Choisit, Serge Turuan                           | But inscrit | (Rapport)    |
| 3  | 18 février 2002   | Cap-d'Ail, France              | Monaco | Gibraltar           | N 2-2   | A.                  | 25e Olivier Pasquier, 47e Jean-Paul Pennacino          | 15e (pen.) Dylan Moreno, 70e (pen.) Lee Casciaro | (Rapport)    |
| 4  | 23 novembre 2002  | Rome, Italie                   | Monaco | Vatican             | N 0-0   | A.                  |                                                        | | (Rapport)    |
| 5  | 21 juin 2004      | Tunis, Tunisie                 | Monaco | AS Marsa            | P 1-3   | A.                  | Eric Fissore                                           | | [ (Rapport)] |
| 6  | 12 février 2005   | Béziers, France                | Monaco | Occitanie           | N 0-0   | A.                  |                                                        | | (Rapport)    |
| 7  | 17 mai 2005       | Cap-d'Ail, France              | Monaco | Occitanie           | N 1-1   | A.                  |                                                        | | (Rapport)    |
| 8  | 27 mai 2005       | Victoria Stadium, Gibraltar    | Monaco | Gibraltar           | P 0-4   | Gibraltar Cup 2005  |                                                        | | [ (Rapport)] |
| 9  | 28 mai 2005       | Victoria Stadium, Gibraltar    | Monaco | Alliance amateur FA | P 0-4   | Gibraltar Cup 2005  |                                                        | | (Rapport)    |
| 10 | 17 décembre 2005  | Cap-d'Ail, France              | Monaco | Occitanie           | V 2-1   | A.                  |                                                        | | [ (Rapport)] |
| 11 | 18 février 2006   | Cap-d'Ail, France              | Monaco | Tchétchénie         | V 13-1  | A.                  |                                                        | | (Rapport)    |
| 12 | 22 février 2006   | Cap-d'Ail, France              | Monaco | Kosovo              | P 1-7   | A.                  | Olivier El Missouri                                    | | (Rapport)    |
| -  | 20 novembre 2006  | Costebelle, France             | Monaco | Cameroun du Sud     | Forfait | VIVA World Cup 2006 |                                                        | | [ (Rapport)] |
| 13 | 21 novembre 2006  | Hyères, France                 | Monaco | Occitanie           | V 3-2   | VIVA World Cup 2006 | 20e Olivier Lechner, 53e Guy Platto, 59e Anthony Houry | 51e Patric Léglise, 72e Sebastian Rojas | [ (Rapport)] |
| 14 | 23 novembre 2006  | Hyères, France                 | Monaco | Laponie             | P 0-14  | VIVA World Cup 2006 |                                                        | 5e 17e 45e 50e Trond Olsen, 12e 16e 23e 28e Steffen Nystrøm, 26e Magnus Andersen, 40e Olav Råstad, 57e Eirik Lamøy, 66e Espen Bruer, 77e Tom Høgli, 83e Jonas Johansen                                                                      | (Rapport)    |
| 15 | 24 novembre 2006  | Hyères, France                 | Monaco | Laponie             | P 1-21  | VIVA World Cup 2006 | 50e Romain Armita                                      | 5e Trond Olsen, 7e 20e 40e Tom Høgli, 32e 39e 51e 55e Eirik Lamøy, 35e Steffen Nystrøm, 38e 45e Olav Råstad, 59e 81e Espen Bruer, 62e 65e 88e Jonas Johansen, 72e Leif Arne Brekke, 76e 78e Torkil Nilssen, 84e Espen Minde, 87e Matti Eira | (Rapport)    |
| 16 | 8 septembre 2007  | Rijeka, Croatie                | Monaco | HNK Orijent 1919    | V 2-1   | A.                  |                                                        | | [ (Rapport)] |
| 17 | 7 juin 2008       | Cap-d'Ail, France              | Monaco | HNK Orijent 1919    | P 2-3   | A.                  |                                                        | | [ (Rapport)] |
| 18 | 8 novembre 2008   | Caraglio, Italie               | Monaco | Occitanie           | N 2-2   | A.                  |                                                        | | (Rapport)    |
| 19 | 20 décembre 2008  | Cap-d'Ail, France              | Monaco | Provence            | P 2-3   | A.                  | Gregory Campi                                          | | (Rapport)    |
| 20 | 26 septembre 2009 | Lucciana, France               | Monaco | FC Lucciana         | V 5-2   | A.                  | Gregory Campi                                          | | (Rapport)    |
| 21 | 3 avril 2010      | Tende, France                  | Monaco | Occitanie           | P 1-5   | A.                  |                                                        | | (Rapport)    |
| 22 | 3 avril 2010      | Les Moneghetti, Monaco         | Monaco | AS Callas           | V 3-2   | A.                  |                                                        | | [ (Rapport)] |
| 23 | 4 mai 2011        | Callas, France                 | Monaco | AS Callas           | N 1-1   | A.                  | Dioury                                                 | | (Rapport)    |
| 24 | 7 mai 2011        | Albano Laziale, Italie         | Monaco | Vatican             | V 2-1   | A.                  | Olivier Lechner                                        | Alessandro Quarto | (Rapport)    |
| 25 | 11 juin 2011      | Cap-d'Ail, France              | Monaco | Croatie amateur     | P 1-3   | A.                  |                                                        | | (Rapport)    |
| 26 | 14 avril 2012     | Nice, France                   | Monaco | Piacenza 1919       | V 4-3   | A.                  | Olivier Lechner, Fernand Sabatel                       | | (Rapport)    |
| 27 | 6 octobre 2012    | Beausoleil, France             | Monaco | Rhétie              | P 1-2   | A.                  |                                                        | | [ (Rapport)] |
| 28 | 8 février 2013    | Saint-Zacharie, France         | Monaco | Provence            | P 1-6   | A.                  | 32e Olivier Lechner                                    | 16e 22e 36e Pape Fall, 30e Anthony Mendy, 44e Nicolas Ferrero, 55e Romain Campagna | (Rapport)    |
| 29 | 22 juin 2013      | Cap-d'Ail, France              | Monaco | Vatican             | V 2-0   | A.                  | 9e Morgan Escarras, 34e Eric Fissore                   | | (Rapport)    |
| 30 | 6 avril 2014      | Douglas, Île de Man            | Monaco | Ellan Vannin        | P 0-10  | A.                  |                                                        | 1re Ciaran McNulty, 2e 45e Calum Morrissey, Julian Ringham, 66e Sean Quaye, 69e Chris Bass Jr, Joey Morling, Sam Caine | (Rapport)    |
| 31 | 10 mai 2014       | Rome, Italie                   | Monaco | Vatican             | V 2-0   | A.                  |                                                        | | (Rapport)    |
| 32 | 27 avril 2017     | Rome, Italie                   | Monaco | Vatican             | N 0-0   | A.                  |                                                        | | [ (Rapport)] |

| Score : - G = Match gagné - N = Match nul - P = Match perdu | Compétition : - A. = Match amical - C. = Compétition |

### Équipes rencontrées
| Adversaire          | Joués | Victoires | Matchs nuls | Défaites | Buts pour | Buts contre |
| ------------------- | ----- | --------- | ----------- | -------- | --------- | ----------- |
| Occitanie           | 6     | 2         | 3           | 1        | 9         | 11          |
| Vatican             | 5     | 3         | 2           | 0        | 6         | 1           |
| Gibraltar           | 3     | 0         | 1           | 2        | 2         | 11          |
| Laponie             | 2     | 0         | 0           | 2        | 1         | 35          |
| Provence            | 2     | 0         | 0           | 2        | 3         | 9           |
| Ellan Vannin        | 1     | 0         | 0           | 1        | 0         | 10          |
| Kosovo              | 1     | 0         | 0           | 1        | 1         | 7           |
| Tibet               | 1     | 1         | 0           | 0        | 2         | 1           |
| Rhétie              | 1     | 0         | 0           | 1        | 1         | 2           |
| Tchétchénie         | 1     | 1         | 0           | 0        | 13        | 1           |
| Alliance amateur FA | 1     | 0         | 0           | 1        | 0         | 4           |
| Croatie amateur     | 1     | 0         | 0           | 1        | 0         | 3           |
| HNK Orijent 1919    | 2     | 1         | 0           | 1        | 4         | 4           |
| AS Callas           | 2     | 1         | 1           | 0        | 4         | 3           |
| FC Lucciana         | 1     | 1         | 0           | 0        | 5         | 2           |
| AS Marsa            | 1     | 0         | 0           | 1        | 1         | 3           |
| Piacenza 1919       | 1     | 1         | 0           | 0        | 4         | 3           |
| Total               | 32    | 12        | 7           | 13       | 56        | 110         |

## Résultats de l'équipe de Monaco

### Palmarès
Palmarès de l'équipe de Monaco de football en compétitions officielles
| Compétitions mondiales                                | Compétitions continentales | Autres compétitions                 |
| ----------------------------------------------------- | -------------------------- | ----------------------------------- |
| - VIVA World Cup - Finaliste en 2006 - Coupe du monde | - Coupe d'Europe           | - Gibraltar Cup - Troisième en 2005 |

### Parcours dans les compétitions internationales
VIVA World Cup
| Année | Position | Match | Victoire | Nul | Défaite | but marqué | but encaissé |
| ----- | -------- | ----- | -------- | --- | ------- | ---------- | ------------ |
| 2006  | 2e       | 3     | 1        | 0   | 2       | 4          | 37           |

## Personnalités de l'équipe

### Sélectionneurs
| N°    | Sélectionneur  | Période   | Matchs | Gagnés | Nuls | Perdus | Gagnés % |
| ----- | -------------- | --------- | ------ | ------ | ---- | ------ | -------- |
| 1     | Michel Russail | 2000-2004 | 5      | 1      | 2    | 2      | 20       |
| 2     | Thierry Petit  | 2005-2017 | 27     | 10     | 5    | 12     | 37,04    |
| Total | Total          | Total     | 32     | 11     | 7    | 14     | 34,38    |

### Présidents de la Monaco Football Association
| N° | Président       | Période       |
| -- | --------------- | ------------- |
| 1  | Andre Brezzo    | 2000-2005     |
| 2  | Blaise Giffoni  | 2005-2009     |
| 3  | Franck Brasseur | 2009-2014     |
| 4  | Éric Fissore    | 2014-en cours |